# Dödgrävarens hus

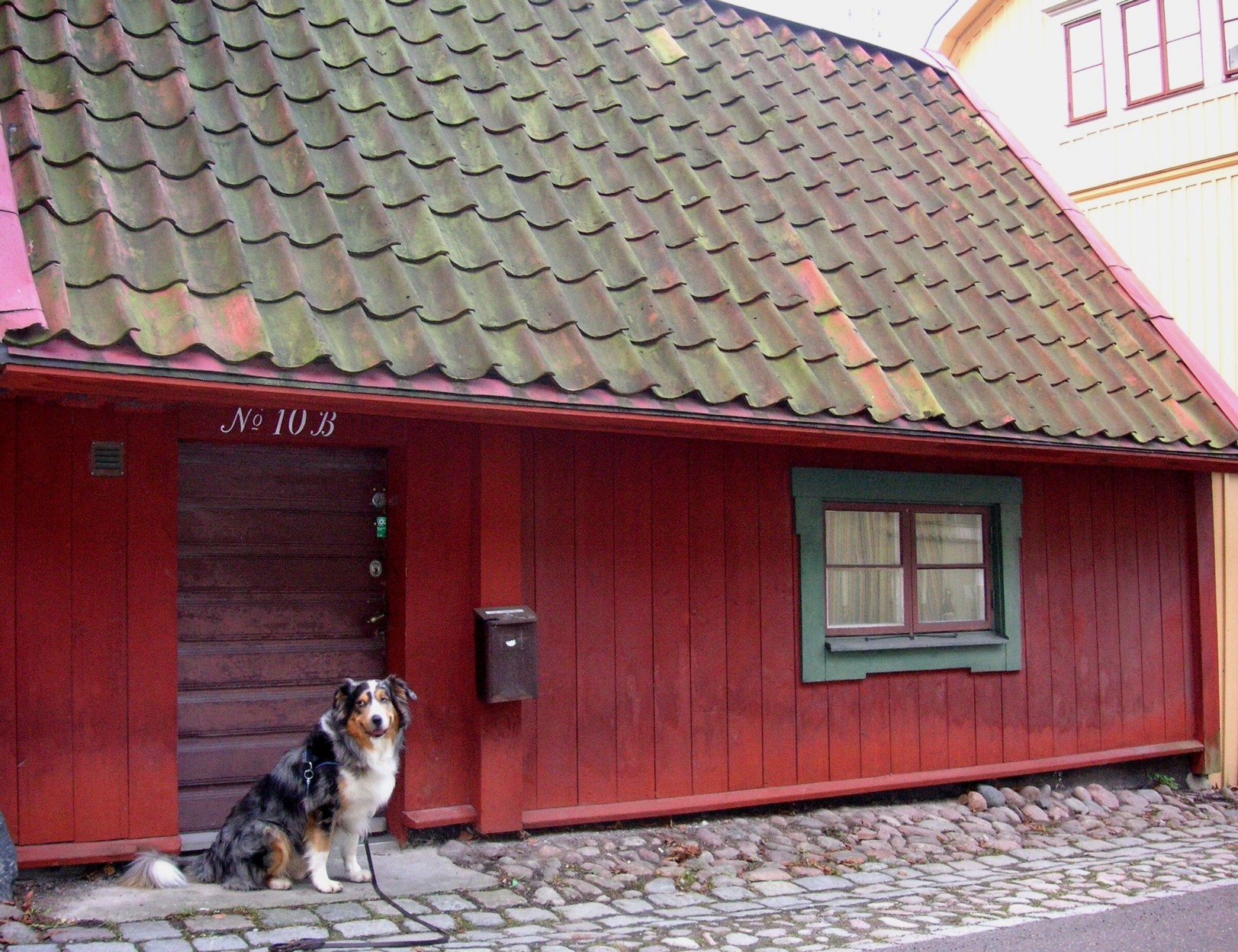
Dödgrävarens hus, Långa gatan 10B.

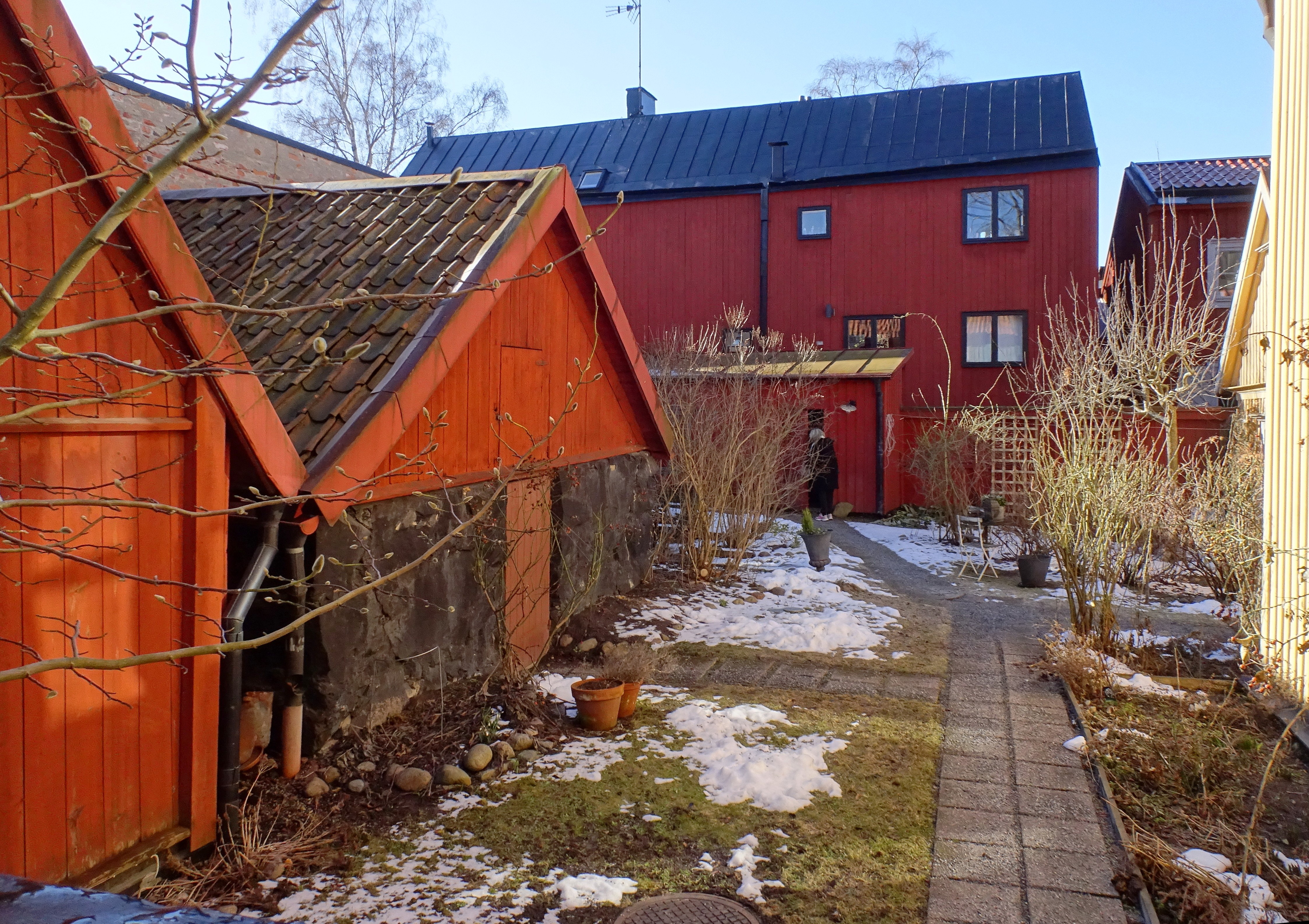
Likboden till vänster med svarta väggar.

Dödgrävarens hus kallas en byggnad vid Långa gatan 10B i Djurgårdsstaden i Stockholm. Byggnaden är blåklassad av Stadsmuseet i Stockholm, vilket innebär att bebyggelsens kulturhistoriska värde av stadsmuseet anses motsvara fordringarna för byggnadsminnen i Kulturmiljölagen.

## Historia
Byggnadens historia har sin bakgrund i Kungl. Amiralitetets begravningsplats som låg här fram till 1809. Men redan i december 1675 begravdes här 144 sjömän som förgiftades av skämd mat under en manöver utanför Gotland. Amiralitetets begravningsplats anlades under kung Karl XI och sträckte sig från den äldre entrén till Gröna Lund fram till Breda gatan och mellan Långa gatan och Sjömansgränd. Kvarterets namn var ursprungligen Kyrkogården, men ändrades 1922 till Krigsmanskassan.
Det som idag påminner om kyrkogården är dödgrävarens boställe. Den lilla rödfärgade enrumsstugan uppfördes på 1770-talet. Entrédörren är inte högre än 1,50 meter. Inne på gården finns ett litet hus som ursprungligen var likboden. För att hålla en sval temperatur i boden murades dess väggar i tjock gråsten. I samband med grävarbeten i kvarteret händer det än idag att man hittar benbitar och dödskallar i marken.